# 司美格鲁肽

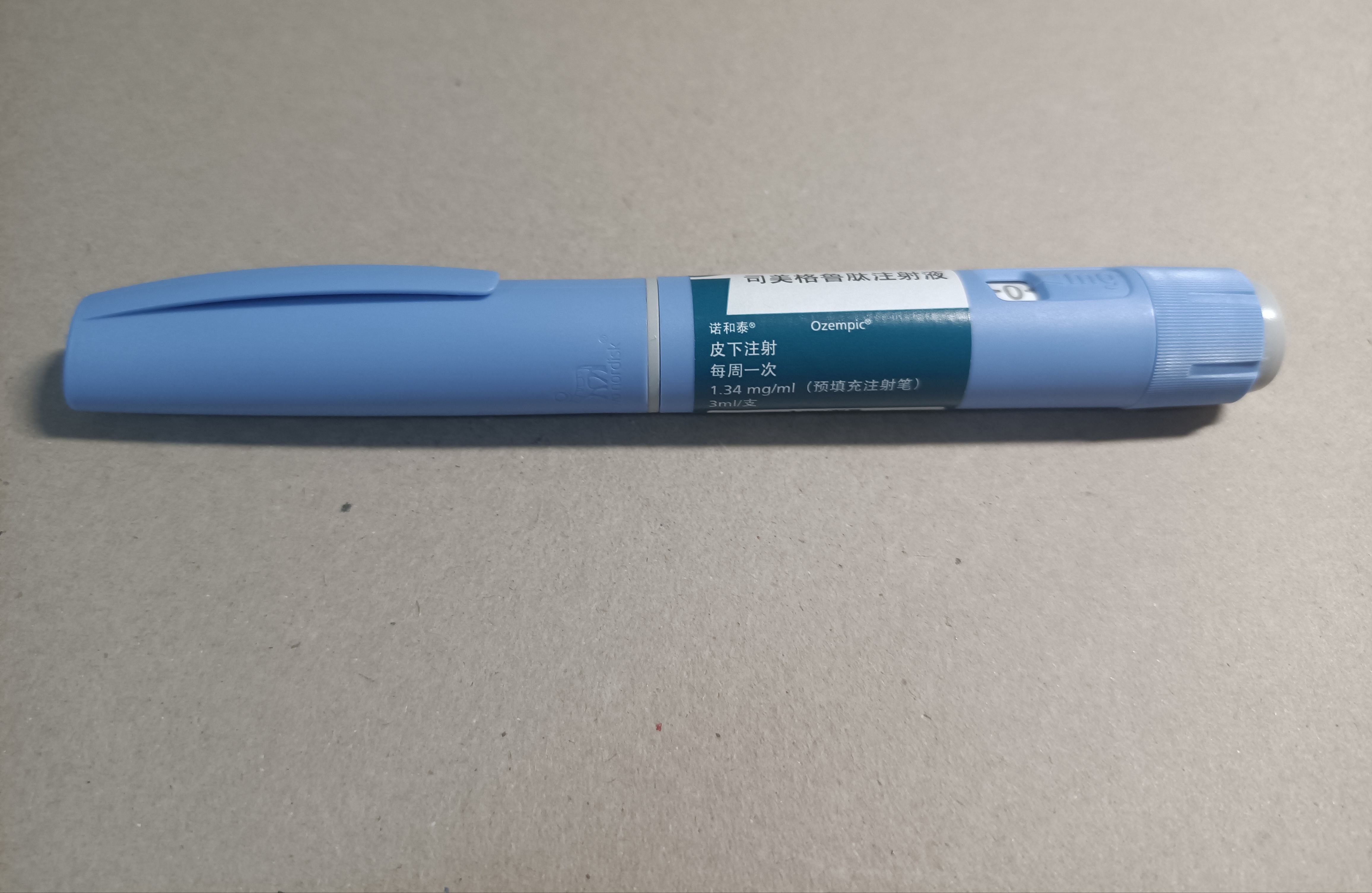
一只于中国大陆出售的诺和泰®司美格鲁肽

司美格鲁肽（INN：semaglutide）常见商品名有Ozempic、Wegovy、Rybelsus等，是一种长效的胰高糖素样肽-1受体激动剂（GLP-1RA）类药物，由诺和诺德于2012年开发的针对2型糖尿病的抗糖尿病药和用于长期体重管理的减肥药。
司美格鲁肽是一种侧链被修改，且与胰高血糖素样肽-1类似的肽。可皮下注射也可口服。用于治疗2型糖尿病的为诺和泰（Ozempic），用于减重的则是诺和盈（Wegovy）。

## 好处
司美格鲁肽主要有以下好处：
- 治疗2型糖尿病
- 减肥，改善代谢健康。降低胆固醇水平
- 注射周期长，每周只需一次
- 副作用小
- 成本低[19]
- 司美格鲁肽减肥效果显著，可显著减轻肥胖相关的膝关节炎疼痛（止痛效果与阿片类药物相当），提高参与运动的能力[20]
- 降低膽囊癌、腦膜瘤、胰腺癌、肝細胞癌、卵巢癌、结直肠癌、多發性骨髓瘤、食管癌、子宫内膜癌和腎癌的患病风险[21][22]
- 降低酒精使用障碍（AUD）[23]与大麻使用障礙[24]的发病率和复发率[22]
- 对慢性肾病具有积极治疗效果[25]
- 降低阿尔茨海默病的风险[26][22]
- 能够停止甚至逆转代谢功能障碍相关脂肪性肝炎（MASH）[27]
- 显著降低糖尿病患者心脏病发作和中风风险[28]
- 降低自杀念头[29]

## 副作用
可能的副作用包括噁心、肚瀉、嘔吐、便秘、腹痛、頭痛、疲倦、消化不良、心悸、頭暈、腹胀、打嗝、2型糖尿病患者的低血糖、放屁、肠胃炎、胃食管反流病。 司美格鲁肽也有可能引发胃轻瘫综合征（又称胃麻痹）。

## 非專利藥
司美格鲁肽在美國專利預計於2031年12月到期。
在加拿大，司美格魯肽的專利將於2026年1月到期。四家公司預計於2026年推出司美格魯肽的非專利藥。  

## 假药
世界卫生组织於2024年第2期《醫療產品警報》中發出警示：2023年10月到12月，巴西、英國與美國等地共查获三批次司美格鲁肽假药。